# Phare de Cabo Sacratif
Le Phare de Cabo Sacratif est un phare situé sur le promontoire de la Cabo Sacratif (es), à l'est de Motril, dans la province de Grenade en Andalousie (Espagne).
Il est géré par l'autorité portuaire du Motril.

## Histoire
Un phare devait être initialement érigé sur la tour de vigie de Cabo de llano. En 1860, il est décidé de le construire sur des vestiges de la tour de Cabo Sacratif pour faciliter l'entrée du port de Calahonda. Conçu par Constantino Germán, il est mis en service en 1863, après restauration de la tour de vigie datant du XVIIIe siècle et qui faisait partie d'un système de tours de guet sur le littoral sud de l'Espagne construites sous le règne du roi Felipe II. Initialement fonctionnant à l'huile d'olive, la lumière est changée pour une lampe à incandescence qui sera électrifiée en 1953.
Ce phare marque le point le plus au sud du littoral de la province de Grenade et se trouve à environ 9 km au sud-est de Motril.
Identifiant : ARLHS : SPA-042 ; ES-22000 - Amirauté : E0080 - NGA : 4420 .

### Lien connexe
- Liste des phares d'Espagne